# Слюда (Челябинская область)
Слюда — деревня в Нагайбакском районе Челябинской области России. Входит в состав Фершампенуазского сельского поселения.
Деревня основана после Великой Отечественной войны, когда в этих местах началась разработка месторождения слюды.

## География
Расположена в южной части района, на берегу реки Ташбутак. Расстояние до районного центра села Фершампенуаз 15 км.

## Население
| 2002 | 2010 |
| ---- | ---- |
| 279  | ↘223 |

(в 1983—272, в 1995—282)

## Улицы
- Животноводческая,
- Механизаторов,
- Новая,
- Производственная,
- Строителей,
- Школьная.

## Инфраструктура
Горнодобывающая промышленность.

## Транспорт
Автодорога регионального значения 75К-174 Фершампенуаз — Париж — железнодорожная станция Джабык. Автобусное сообщение. Остановка общественного транспорта